# Cronograma
|  | Per a altres significats, vegeu «Cronograma (inscripció)». |

Un cronograma és la descripció de les activitats d'un projecte en relació amb el temps en el qual es desenvoluparan, el que implica, primer de tot, determinar amb precisió quines són aquestes activitats a partir dels aspectes tècnics presentats en el projecte. D'acord amb els recursos, el temps total i l'equip humà amb el que es compta, es calcula, per a cada una de les activitats, el temps en el qual hauran de ser desenvolupades. És una eina bàsica en l'organització d'un projecte, en la realització d'una sèrie de passos per a la culminació d'una tasca. És ideal per a esdeveniments i és la base principal de l'execució d'una producció organitzada. El cronograma pot ser un document imprès o d'una aplicació digital; en qualsevol cas, aquest inclou una llista d'activitats o tasques amb les dates previstes per al seu començament i el seu final.

## Origen
La paraula cronograma prové dels mots grecs krónos (temps) i grámma (lletra). En la mitologia grega, Cronos era la personificació del temps segons està escrit a les obres filosòfiques presocràtiques. Cronograma significa l'horari del treball, és a dir, l'organització i la planificació de les activitats per a dur a terme un treball o projecte en un espai de temps determinat.

## Representació d'un cronograma
Un cronograma és un document que conté una taula, una gràfica o un diagrama del pla de treball que es vol fer. Per realitzar-lo s'han d'enumerar per escrit les tasques que es necessiten dur a terme i assignar a cadascuna d'elles el temps real que, d'acord amb les circumstàncies, es necessita per a complir-les. El cronograma es coneix també com a agenda de treball perquè és la programació de les activitats que es duran a terme tant per a completar la investigació sencera, com per a realitzar satisfactòriament cada etapa del projecte d'acord amb els terminis que s'han fixat.
Es representa de forma gràfica i ordenada perquè un conjunt de funcions i tasques es duguin a terme en un temps estipulat, i sota unes condicions que garantissin l'optimització del temps. Per a la presentació del cronograma s'utilitzen generalment diagrames els quals permeten visualitzar el temps de cada activitat i sobretot aquells casos on hi ha diverses activitats al mateix temps. Els diagrames d'ús més freqüent són els de barres, coneguts amb el nom de diagrames de Gantt, que s'utilitzen per a projectes senzills. Per a projectes de major complexitat s'utilitzen diagrames de fletxes o xarxes com el PERT i el CPM.
El diagrama de barres consisteix en un gràfic de coordenades cartesianes en el qual les activitats a realitzar s'ubiquen a l'eix d'ordenades i el temps assignat a aquestes, que ocupa l'eix d'abscises i es representa per barres la longitud de les quals, mesurada en unitats de temps (dies, setmanes, mesos, anys…), indica la seva duració.

## Exemple
Aquest és un clar exemple de com fer un cronograma de barres. En el gràfic podem apreciar com l'hipotètic projecte plantejat consta de quatre activitats diferents: la cerca d'informació, el plantejament de càlculs, l'elaboració del programa i el treball escrit. La duració total estimada del projecte és del dia 16 d'octubre al 8 de novembre.
La primera activitat ocuparà vuit dies. Aquesta activitat sembla un requisit inicial per als posteriors, ja que només amb la seva finalització es podran iniciar les altres activitats. La segona activitat durarà vuit dies i es podrà començar simultàniament amb la tercera activitat que durarà més temps que la segona. Amb la finalització del plantejament de càlculs es podrà començar amb el treball escrit, la quarta i última activitat.
Amb aquest exemple podem veure que els cronogrames són una eina molt útil per a organitzar el treball i fer un pla de producció per plantejar les tasques a realitzar. Podem veure d'una manera ràpida i senzilla quin és l'ordre que seguirem a l'hora de posar en marxa el projecte i quant duraran aquestes activitats.